# Artëm Gorlanov
Artëm Igorevič Gorlanov (in russo Артём Игоревич Горланов?; Jalta, 15 giugno 1991) è un ex cestista russo.

## Carriera
Con la Russia universitaria ha disputato le Universiadi di Belgrado 2009.